# Auwald bei Hingste
Der Auwald bei Hingste ist ein Naturschutzgebiet in der niedersächsischen Gemeinde Hilgermissen in der Samtgemeinde Grafschaft Hoya im Landkreis Nienburg/Weser.
Das Naturschutzgebiet mit dem Kennzeichen NSG HA 161 ist circa 2,5 Hektar groß. Das Gebiet steht seit dem 9. Dezember 1993 unter Naturschutz. Zuständige untere Naturschutzbehörde ist der Landkreis Nienburg/Weser.
Das Naturschutzgebiet liegt zwischen Dörverden und Hoya nördlich der Ortslage Hingste. Es stellt einen mesophilen Eichenmischwald als Rest eines Hartholz-Auwaldes im Niederungsbereich der Weser, aber außerhalb des eingedeichten Uferbereichs, unter Schutz. Im Wald stocken neben Eichen vor allem auch Buchen und Bergulmen. Der Wald verfügt über einen hohen Alt- und Totholzanteil. Die Krautschicht ist artenreich ausgeprägt. Unter anderem siedeln hier Aronstab und Frühjahrsgeophyten wie Hohler Lerchensporn und Waldgelbstern. Der Wald ist Lebensraum von Rotmilan, Schwarzspecht, Hohltaube und Dohle und beherbergt mindestens seit 1978 ein Brutvorkommen des Graureihers mit bis zu 15 Paaren. Das Brutvorkommen ist das einzige in der Samtgemeinde Grafschaft Hoya.
Das Naturschutzgebiet ist größtenteils von landwirtschaftlichen Nutzflächen umgeben. Im Westen grenzt es an eine Straße, im Osten an den Deich der Weser, an den sich die landwirtschaftlich genutzte Aue des Flusses anschließt.